# Bertin B. Doutéo
Bertin B. Doutéo, de son vrai nom Bonaventure Etté Bodjui, est un haut fonctionnaire, douanier, marin, auteur-compositeur-interprète, nouvelliste et poète ivoirien, né le 20 juillet 1927 à Jacqueville, en pays alladian, dans le sud de la Côte d'Ivoire, et mort le 15 novembre 1990 à Abidjan. Auteur de plusieurs recueils de poèmes composés entre 1952 et 1971, dont Cloches et grelots, La Maison isolée et L'Harmonica oublié,, il figure parmi les pionniers de la poésie ivoirienne, aux côtés d'auteurs comme Aké Loba, Bernard Dadié, Anoma Kanié ou Michel Thew Adjié.     

## Biographie
Bonaventure Etté Bodjui est issu d'une famille commerçante de la région jacquevilloise. Très tôt orphelin de père et de mère, il est élevé par sa grand-mère, qui confectionne des ceintures de raphia et tisse des nasses pour la pêche. Le jeune Bonaventure entre à l'école primaire de Jacqueville en 1939, avant de rejoindre celle de Dabou l'année suivante. Titulaire en 1941 du certificat d'études, il retourne vivre plusieurs années dans son village natal, faisant du commerce sa principale activité.   
Cinq ans plus tard, en 1946, il tente et réussit le concours de la Fonction Publique, et sert en tant que commis expéditionnaire pour la subdivision de Touba. Il fait ensuite son service militaire dans la ville de Bouaké, entre 1947 et 1948, au sein du Bataillon autonome de Côte d'Ivoire, dont il sort sergent de réserve. Doutéo est ensuite nommé commis expéditionnaire au cercle-mairie d'Abidjan, de 1948 à 1954, avant de retrouver la ville de Bouaké, où il exerce comme contrôleur au Service des Domaines de l'Enregistrement et du Timbre. Il intègre ensuite l'École Normale d'Administration d'Abidjan en 1958, et en sort secrétaire d'administration. Il est chef des subdivisions de Korhogo (1959-1960), de Ferké (1960-1961) et de Grand-Lahou (1961-1963), avant de devenir sous-préfet de Yamoussoukro de 1964 à 1965. Doutéo rejoint par la suite le service des archives nationales de 1965 à 1967, où il exerce sous la direction de François-Joseph Amon d'Aby. 
Loin de se restreindre à la seule Côte d'Ivoire, le parcours de Bertin B. Doutéo s'étend à la France, puisqu'il intègre l'école des douanes de Neuilly-sur-Seine en 1968, où il reste jusqu'en 1970. Il rejoint ensuite l'école de navigation de La Rochelle, choisissant de se spécialiser comme douanier marin des unités de garde-côtes. Rentré en Côte d'Ivoire en juillet 1971, il exerce la fonction de chef de la subdivision douanière de l'Ouest. Il meurt à Abidjan le 15 novembre 1990.

## Œuvre
Bertin Doutéo publie son premier recueil de poèmes, Cloches et grelots, à Nice, ce qui lui vaut une mention aux Jeux Floraux du Limousin de 1952 ; le recueil est aujourd'hui épuisé et introuvable. Les recueils La Maison isolée et L'Harmonica oublié sont édités à Monaco en 1963 et 1966, et sont positivement accueillis par la critique ; Doutéo remporte même en 1966 le prix de poésie de Côte d'Ivoire avec L'Harmonica oublié. D'autres recueils comme Soir du crépuscule, Le Sac d'Argent, ou Ballades de jadis et naguère n'ont jamais paru malgré leur annonce sous presse, et il semble que Doutéo ait cessé d'écrire de la poésie après 1971. Poésie élégiaque, austère et confidentielle, l'œuvre de Doutéo, bien qu'appréciée par la critique de l'époque, est aujourd'hui oubliée, son auteur faisant l'objet d'une indifférence marquée de la part du public et des milieux littéraires africains ou francophones. 